# Mamelodi Sundowns FC
Mamelodi Sundowns is een Zuid-Afrikaanse voetbalclub uit de hoofdstad Pretoria.
Midden jaren tachtig slaagde de club erin om te promoveren naar de hoogste klasse. Eind jaren negentig was de club vrij succesvol en ook de laatste jaren won de club enkele titels. In 2016 won het de CAF Champions League nadat het Egyptische Al-Zamalek over twee wedstrijden werd verslagen. In 2017 werd ook de CAF Super Cup gewonnen door het Congolese TP Mazembe te verslaan.

## Erelijst

### Nationaal
- Landskampioen
  - 1988, 1990, 1993, 1998, 1999, 2000, 2006, 2007, 2014, 2016, 2017/18, 2018/19, 2019/20, 2020/21, 2021/22, 2022/23, 2023/24, 2024/25
- Beker van Zuid-Afrika
  - Winnaar: 1985/86, 1997/98, 2007/08, 2014/15
- Telkom Knockout
  - Winnaar: 1990, 1999, 2015, 2019
- MTN 8
  - Winnaar: 1988, 1990, 2007
- Telkom Charity Cup
  - Winnaar: 1991, 2000, 2004, 2005, 2006
- Ohlsson's Challenge Cup
  - Winnaar: 1988

### Internationaal
- CAF Champions League
  - Winnaar: 2016
- CAF Super Cup
  - Winnaar: 2017

## Bekende (oud-)spelers
- Jorge Acuña
- Rafael Dudamel
- Collins Mbesuma
- Nyasha Mushekwi
- Kennedy Mweene
- Siaka Tiéné
- Matthew Booth
- Siboniso Gaxa
- Alje Schut
- Glenn Verbauwhede
- Mark Williams

## Trainer-coaches
- Ted Dumitru (1997–1999)
- Clemens Westerhof (2000–2001)
- Ted Dumitru (2000–2001)
- Neil Tovey (2005–2006)
- Gordon Igesund (2006–2008)
- Henri Michel (2008–2009)
- Hristo Stoichkov (2009–2010)
- Trott Moloto (2010)
- Antonio López Habas (2010–2011)
- Johan Neeskens (2011–2012)
- Pitso Mosimane (2012–)